# Isla Cabra
La Isla Cabra o Cabras se halla situada a un kilómetro al oeste del Morro de Monte Cristi, en el país caribeño de República Dominicana. En dirección norte-sur tiene una extensión de 500 metros, en la misma se encuentra un pequeño faro, además cuadros o paños conteniendo agua en su interior, que después de evaporada parte de esta y precipitada la sal común, proceden a su extracción. 
Posee una superficie estimada en 15 hectáreas (equivalentes a 0,15 kilómetros cuadrados) y se encuentra justo al lado del llamado Islote El Fraile una isla que está muy cerca del territorio de la Española y a veces es considerada una península. 